# Grand Prix moto d'Aragon 2018
Le Grand Prix moto d'Aragon 2018 est la 14e manche du championnat du monde de vitesse moto 2018. 
Cette 9e édition du Grand Prix moto d'Aragon s'est déroulée du 21 au 23 septembre sur le circuit Motorland Aragon.

## Classement des MotoGP
| Pos              | Num | Pilote            | Moto    | Tours | Temps/Écart     | Grille | Points |
| ---------------- | --- | ----------------- | ------- | ----- | --------------- | ------ | ------ |
| 1                | 93  | Marc Márquez      | Honda   | 23    | 41 min 55 s 949 | 3      | 25     |
| 2                | 4   | Andrea Dovizioso  | Ducati  | 23    | +0 s 648        | 2      | 20     |
| 3                | 29  | Andrea Iannone    | Suzuki  | 23    | +1 s 259        | 5      | 16     |
| 4                | 42  | Álex Rins         | Suzuki  | 23    | +2 s 638        | 9      | 13     |
| 5                | 26  | Dani Pedrosa      | Honda   | 23    | +5 s 274        | 6      | 11     |
| 6                | 41  | Aleix Espargaró   | Aprilia | 23    | +9 s 396        | 13     | 10     |
| 7                | 9   | Danilo Petrucci   | Ducati  | 23    | +14 s 285       | 7      | 9      |
| 8                | 46  | Valentino Rossi   | Yamaha  | 23    | +15 s 199       | 17     | 8      |
| 9                | 43  | Jack Miller       | Ducati  | 23    | +16 s 375       | 10     | 7      |
| 10               | 25  | Maverick Viñales  | Yamaha  | 23    | +22 s 457       | 14     | 6      |
| 11               | 21  | Franco Morbidelli | Honda   | 23    | +27 s 025       | 19     | 5      |
| 12               | 30  | Takaaki Nakagami  | Honda   | 23    | +27 s 957       | 11     | 4      |
| 13               | 38  | Bradley Smith     | KTM     | 23    | +28 s 821       | 15     | 3      |
| 14               | 5   | Johann Zarco      | Yamaha  | 23    | +32 s 345       | 12     | 2      |
| 15               | 17  | Karel Abraham     | Ducati  | 23    | +37 s 639       | 16     | 1      |
| 16               | 45  | Scott Redding     | Aprilia | 23    | +39 s 585       | 21     |        |
| 17               | 12  | Thomas Lüthi      | Honda   | 23    | +40 s 763       | 20     |        |
| 18               | 55  | Hafizh Syahrin    | Yamaha  | 23    | +56 s 296       | 18     |        |
| 19               | 10  | Xavier Siméon     | Ducati  | 23    | +58 s 981       | 22     |        |
| 20               | 23  | Jordi Torres      | Ducati  | 23    | +59 s 513       | 23     |        |
| Ab.              | 99  | Jorge Lorenzo     | Ducati  | 1     | Accident        | 1      |        |
| Ab.              | 35  | Cal Crutchlow     | Honda   | 19    | Accident        | 4      |        |
| Ab.              | 19  | Álvaro Bautista   | Ducati  | 22    | Accident        | 8      |        |
| Rapport Officiel |     |                   |         |       |                 |        |        |